# August Lindmansson
Johan August Wilhelm Lindmansson, född 21 juni 1839 i Solna socken, död 22 mars 1909 i Engelbrekts församling i Stockholm, var en svensk bokbindare och donator.
August Lindmansson var son till garvaren Giert Lindmanson. Han kom 1855 i lära hos bokbindaren F. M. Beckman och stannade hos honom till 1863, från 1859 som gesäll. Lindmansson öppnade 1863 eget bokbinderi, från början i mycket liten skala men det växte efterhand till ett av Stockholms största. 1900 ombildades företaget till Lindmanssons bokbinderiaktiebolag. Efter en kort tid som VD trädde Lindmansson tillbaka och överlät aktiemajoriteten på Carl Norman och 1906 ändrades bolagets namn till Normans bokbinderi AB. Lindmansson inriktade sig främst på partiband åt förläggare, vilket var det mest lönsamma, men han hade även en avdelning för tillverkning av finare privatband. 1888 vann han vid Den Nordiske Industri-, Landbrugs- og Kunstudstilling i Kjøbenhavn det högsta priset för sina utställda arbeten, det första liknande priset till en svensk bokbindare. Lindmansson var socialt och kommunalt intresserad, han var en av Borgerskapets femtio äldste i Stockholm och ett av Stockholm stads brandkontors etthundrade män. Under många är tillhörde han även styrelsen för Stockholms stads hantverksförening. 1907 skänkte Lindmansson anonymt 105 000 till Stockholms stad för ett monument över svensk industri, vilket blev Carl Milles Industrimonumentet. Sin miljonförmögenhet testamenterade han till välgörande stiftelser i Stockholm, huvudsakligen till Borgerskapets änke- och gubbhus.
Han var kommendör av Vasaorden.